# イグナクロス零号駅
『イグナクロス零号駅』（イグナクロスれいごうえき、THE IGUNAJU CROSS GATES STATION THE NO.00）は、CHOCOによる日本の漫画作品。
成年誌（フランス書院 コミックZip）での不定期掲載後、『月刊コミック電撃大王』（アスキー・メディアワークス）にて連載され、およそ6年間の休載の後、2010年6月号から『イグナクロス零号駅〜シビュラージュの原罪〜』を連載した。
また、連載再開に先立って電撃大王GENESIS創刊号に今までのあらすじや著者の対談を乗せた総集編『イグナクロスガイド』が付属された。

## ストーリー
イグナクロス零号駅
イグナクロス零号駅を舞台に、この駅に訪れる様々な乗客とのやり取りを描く。
長期休載前までの連載分でコミックス3巻までに収録。
イグナクロス零号駅　~シビュラージュの原罪~
イグナージュリング完成当時の世界の混沌を、1人のカメラマンの目線を通して描かれている。

## 登場人物

### 零号駅スタッフ
神林ミランダ（かんばやし ミランダ）
身長139cm B72 W51 H76
イグナクロス零号駅駅長。
外見は12〜13歳の少女だが、実年齢および駅長になった経緯は不明。
常に冷静な態度で駅を運営しているが、他者の生命の危機や死に対しては激しく動揺する。
奈々子那なしの（ななこな なしの）
身長162cm B87 W59 H89
イグナクロス零号駅員見習いとして零号駅に住み込みで働いている。
宇宙漂流民の末裔で、母親とは幼いころに生き別れている。
趣味はお菓子作りとコーヒーを入れること。コーヒーは自家焙煎をするほどのこだわりがある。
宇宙船暴走事故の際、ミランダ不在時の駅長代理としての権限を与えられている。
尻子田にう子（しりこだ にうこ）
3世紀前の大戦時に製造された有機アンドロイド。
右腕の代わりに右肩に別次元空間の武器庫から武器を召喚するためのジェネレータがついている。
コンテナに封印され駅内に保管されていたが覚醒し、戦闘を再開しようとした。ミランダの説得により武装解除する。駅が人手不足のために駅員として採用された。
アンドロイドとしてのコードナンバーは「NB-S04」。
彼女が納められていたコンテナには大量のぬいぐるみと一緒に「親愛なる にう子へ」と書かれた差出人不明の手紙が入っていた。
肉体的・頭脳的に人間と大差はなく（ただし妊娠はできない）、純真無垢な感情を持ち、常に周囲の人を観察している。

### 零号駅住人
八雲クーヤ（やくも クーヤ）
シャトルに乗るための切符代を稼ぐためガッシュへ弟子入りして零号駅で働いている少年。
閉鎖空間に放置されていた宇宙戦艦を修理して宇宙に出ることを夢見ている。
歳の近いなしのに対して淡い恋心を抱いているが関係の進展はない。
ドクトル・ガッシュ
アルケミストハンドを使い原子単位で物体を再構成できる「錬金物理学」の第一人者、駅の整備やシャトルの修理などを行っている。
24年前に零号駅に滞在した際、ある不可解な出来事を体験している。
須郷キンバリー（すごう キンバリー）
零号駅構内で営業する喫茶店のマスター。

### 九十九駅スタッフ
神林イプシィ（かんばやし イプシィ）
イグナクロス九十九駅駅長。ミランダの双子の姉妹。
ミランダと同じ容姿をしているが、髪の色が異なる。
駅長としてミランダと同様の権限が与えられており、ミランダをライバル視している。
レンファ、シャオロン
猫耳、ウサギ耳の亜人種。ともにイプシィの部下で、ミランダに対抗しようとする彼女の気まぐれに振り回されている。

### 駅の利用者
シーニャ、ルージオ、ルーツォ
第205セクタの希少種族シリコニアンの少年少女。
同じ施設で育てられていたが、性の知識のないまま「シーニャの中に入ること」を覚えた。
施設の少女が14歳を迎えた際に「原種保護法 追加特命強制繁殖法」の犠牲となり、強制繁殖法からシーニャとお腹の子供を守るため、イグナージュへ亡命しようと偽造旅券を入手し零号駅へ来た。
偽造旅券が発覚するも、ミランダの判断により「種の保存権」を適用し社票を発行、イグナージュへ亡命した。
彼らの亡命後に第205セクタのシリコニアンは全滅している。
しおり
零号駅内の地図上に存在しない空間（本来は真空断熱区画だった場所に空気と建築廃材が溜まったエリア）で不法営業していた温泉施設に設置されていたコンビニ「萬8（よろずや）」の店員用オフライン型アンドロイド「なかよしIII型」。
89年前の事故により温泉施設は閉鎖されたが、萬8は営業モードを維持したまま放置され、しおりは下半身を失った状態で店番を続けていた。
なしのに発見されるも、バッテリー切れによりなしのの腕の中で機能停止した。
エルツェネイア、ガイ
零号駅に回収された事故船の乗組員。
回収された時点で、エルツェネイアの冷凍冬眠ポッドのみがかろうじて機能していた。
エルツェネイアは蘇生したものの、恋人のガイが冷凍冬眠ポッド内で死亡しているのを目撃、恋人と共にいることを望み冷凍冬眠ポッドへ身を投じた。
ハンズィ・ハンセン
数々の戦場を渡り歩いてきた歴戦の戦士。
星系内の小惑星帯の最前線で別れた戦友とイグナクロス零号駅での1年後の再会を約束していた。
戦友のいれてくれたコーヒーが唯一の心のよりどころであり、別れ際に渡されたコーヒー豆を持ち続けている。
零号駅にて戦友を待ち続けたが再会は叶わず、また戦場へと旅立っていった。
ミヤルノ・カレジノフ
零号駅へ密航し、逮捕された女性。
過去に事件に巻き込まれ目の前で妹を惨殺された。妹の精神は殺された時の苦しみを持ち続けた状態で彼女の体に寄生しており、彼女の体を蝕んでいる。
なしのを妹の宿主にするために拉致するもミランダとにう子の活躍により拘束され、警察に引き渡されたが、その後逃亡し行方不明。

## メカニック
イグナージュ・リング
惑星イグナージュの上空1万kmに建造された、X型に交差した2本のリング型巨大建造物。惑星を周回している。
「セクタ」と呼ばれる構成ブロックが連結されて形成されており、セクタごとに人々の生活空間を形作っている。
3世紀前の大戦の果てに交通手段は壊滅しており、各セクタ間の移動は国家所有の軍艦を用いる以外は駅を経由するしかない状態になっている。
駅によるセクタ間の移動は「自身のいるセクタが駅と重なったときに駅へ移動。移動先のセクタが駅と重なるまで駅で待機し、目的のセクタへ移る」という方法で「乗り換え」と呼ばれる。
イグナクロス零号駅
惑星イグナージュの上空2万キロ、イグナージュ・リングの交点に存在する宇宙ステーション。
工場生産リング、イグナージュ・リングとの接続用リング、居住リング、駅本体に分かれている。
駅本体に住んでいるのは駅員の3名のみ。
過去に起きた事故などが原因で閉鎖されている区画がある。
イグナクロス九十九号駅
零号駅とは反対側のイグナージュ・リングの交点に存在する駅。
零号駅と同様の機能をもつ。
機動重機アンブリエル
零号駅に配備されている全高6mの汎用作業用ロボット。
バッテリーによる電力駆動で、駅構内及び駅周辺の宇宙空間での短時間運用が可能となっている。
零号駅には64機が配備され、駅中央コンピューターにより一括制御されている。モーションスレイブシステムによる直接操作も可能。
あくまで作業用のため、戦闘能力は無く外装にも特別な防御力は無い。
第8話から、防御フィールドを一時的に展開できるマイナーチェンジモデルのアンブリエル プラスも導入されはじめている。
コスモモーゼル M0099
ミランダが護身用に携帯している銃。
4丁しか存在しない特別な銃であり、ミランダが所有しているものはシリアルナンバー0004。
装弾数10発。ミランダは9発まで非殺傷スタン弾、10発目に波動カートリッジを装弾している。
セレクトレバーは単発・2点バーストに加えて、さらに押し込むことで9発を強制イジェクトし波動カートリッジの発射態勢になることができる。

## エピソード
休載期間が長かったため、連載再開をニュースサイトに「10年ぶりの再開」と報じられたが、10年という期間は『電撃大王』での連載開始と同時期に発売された1巻から連載再開までの期間であり、実際には10年間休載していたわけではない。

## 既刊一覧
1. 旧装版　（2000年8月27日初版）　ISBN 978-4840215299
1. 新装版　異客交差点　（2010年8月27日初版）　ISBN 978-4048689007
2. デスディモナの魔女　（2010年8月27日初版） ISBN 978-4048689014　
3. 三百年庭園　（2010年9月27日初版）　ISBN 978-4048689021
4. シビュラージュの原罪／前編　（2011年2月26日初版）　ISBN 978-4048703390
5. シビュラージュの原罪／後編　（2012年2月27日初版）　ISBN 978-4048864008